# 坡头区
坡头区是中国广东省湛江市下辖的一个市辖区。位於雷州半島東北部、湛江海灣東岸，東接吳川市，南臨南海，西靠湛江港灣，與赤坎區、霞山區、湛江經濟技術開發區隔海相望，北連廉江市。区人民政府驻南调街道南條路。

## 行政区划
坡头区下辖2个街道办事处、5个镇：
南调街道、麻斜街道、南三镇、坡头镇、乾塘镇、龙头镇、官渡镇和湛江市坡头区官渡工业园。

## 人口
根據第七次全国人口普查數據，截至2020年11月1日零時，坡頭區常住人口337723人。

## 交通

### 公路
- 沈海高速公路、 汕湛高速、 228国道

## 风景名胜
- 南三岛